# Inbox.lv ledus halle
Die inbox.lv ledus halle ist eine Eissporthalle in Piņķi, Bezirk Mārupe, westlich der lettischen Hauptstadt Riga. Sie verfügt über 1000 Zuschauerplätze und ist seit 2022 die Heimspielstätte der Eishockeyklubs Dinamo Riga.

## Geschichte
Im Herbst 2003 war die Eissporthalle Austragungsort der Gruppe E der ersten Runde des IIHF Continental Cups. In seiner Geschichte war die Eishalle bisher zweimal ausverkauft, jeweils bei Spielen des HK Riga 2000 der Saison 2005/06 der belarussischen Extraliga.
Bis März 2008 war der Siemens-Konzern Namenssponsor der Eishalle, die dementsprechend Siemens ledus halle hieß. Seit dem 14. März 2008 hält der lettische Internetdienstanbieter inbox.lv der neue Namensgeber. Nach Auflösung des HK Riga 2000 im Jahr 2009 zogen die Dinamo-Juniors Riga in die Eishalle um, die ihre Heimspiele der belarussischen Extraliga in dieser austrugen. Ein Jahr später wurden die Juniors in HK Riga umbenannt und trugen einige Spiele der MHL, der sie zwischen 2010 und 2022 angehörten, in der Arena Riga aus.
Seit 2022 ist die Eissporthalle Heimspielstätte von Dinamo Riga.